# Xe đạp tại Đại hội Thể thao châu Á 2022
Bộ môn đua xe đạp tại Đại hội Thể thao châu Á 2022 được tổ chức tại Trung tâm thể thao Chun'an Jieshou ở huyện Thuần An, Trung Quốc từ ngày 25 tháng 9 đến ngày 5 tháng 10 năm 2023.

## Lịch thi đấu
| VL | Vòng loại | CK | Chung kết |

| ND↓/Ngày →            | 25/9 Thứ 2 | 26/9 Thứ 3 | 26/9 Thứ 3 | 27/9th Thứ 4 | 27/9th Thứ 4 | 28/9 Thứ 5 | 29/9 Thứ 6 | 29/9 Thứ 6 | 30/9 Thứ 7 | 1/10 CN | 2/10 Thứ 2 | 3/10 Thứ 3 | 4/10 Thứ 4 | 5/10 Thứ 5 |     |     |     |     |     |
| BMX                   | BMX        | BMX        | BMX        | BMX          | BMX          | BMX        | BMX        | BMX        | BMX        | BMX     | BMX        | BMX        | BMX        | BMX        | BMX | BMX | BMX | BMX | BMX |
| --------------------- | ---------- | ---------- | ---------- | ------------ | ------------ | ---------- | ---------- | ---------- | ---------- | ------- | ---------- | ---------- | ---------- | ---------- | --- | --- | --- | --- | --- |
| Nam BMX               |            |            |            |              |              |            |            |            |            | CK      |            |            |            |            |     |     |     |     |     |
| Nữ BMX                |            |            |            |              |              |            |            |            |            | CK      |            |            |            |            |     |     |     |     |     |
| Xe đạp leo núi        |            |            |            |              |              |            |            |            |            |         |            |            |            |            |     |     |     |     |     |
| Nam băng đồng         | CK         |            |            |              |              |            |            |            |            |         |            |            |            |            |     |     |     |     |     |
| Nữ băng đồng          | CK         |            |            |              |              |            |            |            |            |         |            |            |            |            |     |     |     |     |     |
| Đường trường          |            |            |            |              |              |            |            |            |            |         |            |            |            |            |     |     |     |     |     |
| Nam đường trường      |            |            |            |              |              |            |            |            |            |         |            |            |            | CK         |     |     |     |     |     |
| Nam tính giờ cá nhân  |            |            |            |              |              |            |            |            |            |         |            | CK         |            |            |     |     |     |     |     |
| Nữ đường trường       |            |            |            |              |              |            |            |            |            |         |            |            | CK         |            |     |     |     |     |     |
| Nữ tính giờ cá nhân   |            |            |            |              |              |            |            |            |            |         |            | CK         |            |            |     |     |     |     |     |
| Lòng chảo             |            |            |            |              |              |            |            |            |            |         |            |            |            |            |     |     |     |     |     |
| Nam nước rút          |            |            |            | VL           | VL           | CK         |            |            |            |         |            |            |            |            |     |     |     |     |     |
| Nam keirin            |            |            |            |              |              |            | VL         | CK         |            |         |            |            |            |            |     |     |     |     |     |
| Nam omnium            |            |            |            |              |              | CK         |            |            |            |         |            |            |            |            |     |     |     |     |     |
| Nam madison           |            |            |            |              |              |            | CK         | CK         |            |         |            |            |            |            |     |     |     |     |     |
| Nam nước rút đồng đội |            | VL         | CK         |              |              |            |            |            |            |         |            |            |            |            |     |     |     |     |     |
| Nam đuổi bắt đồng đội |            | VL         | VL         | CK           | CK           |            |            |            |            |         |            |            |            |            |     |     |     |     |     |
| Nữ nước rút           |            |            |            |              |              | VL         | CK         | CK         |            |         |            |            |            |            |     |     |     |     |     |
| Nữ keirin             |            |            |            | VL           | CK           |            |            |            |            |         |            |            |            |            |     |     |     |     |     |
| Nữ omnium             |            |            |            |              |              |            | CK         | CK         |            |         |            |            |            |            |     |     |     |     |     |
| Nữ madison            |            |            |            |              |              | CK         |            |            |            |         |            |            |            |            |     |     |     |     |     |
| Nữ nước rút đồng đội  |            | VL         | CK         |              |              |            |            |            |            |         |            |            |            |            |     |     |     |     |     |
| Nữ đuổi bắt đồng đội  |            | VL         | VL         | CK           | CK           |            |            |            |            |         |            |            |            |            |     |     |     |     |     |

## Danh sách huy chương

### BMX
| Nội dung     | Vàng                         | Bạc                         | Đồng                                  |
| ------------ | ---------------------------- | --------------------------- | ------------------------------------- |
| Men's race   | Asuma Nakai · Nhật Bản       | Komet Sukprasert · Thái Lan | Patrick Bren Coo · Philippines        |
| Women's race | Amellya Nur Sifa · Indonesia | Gu Quanquan · Trung Quốc    | Jasmine Azzahra Setyobudi · Indonesia |

### Mountain bike
| Nội dung              | Vàng                     | Bạc                      | Đồng                     |
| --------------------- | ------------------------ | ------------------------ | ------------------------ |
| Men's cross-country   | Mi Jiujiang · Trung Quốc | Yuan Jinwei · Trung Quốc | Toki Sawada · Nhật Bản   |
| Women's cross-country | Li Hongfeng · Trung Quốc | Ma Caixia · Trung Quốc   | Faranak Partoazar · Iran |

### Road
| Nội dung                      | Vàng                           | Bạc                          | Đồng                              |
| ----------------------------- | ------------------------------ | ---------------------------- | --------------------------------- |
| Men's road race               | Yevgeniy Fedorov · Kazakhstan  | Alexey Lutsenko · Kazakhstan | Sainbayaryn Jambaljamts · Mông Cổ |
| Men's individual time trial   | Alexey Lutsenko · Kazakhstan   | Xue Ming · Trung Quốc        | Vincent Lau · Hồng Kông           |
| Women's road race             | Yang Qianyu · Hồng Kông        | Na Ah-reum · Hàn Quốc        | Jutatip Maneephan · Thái Lan      |
| Women's individual time trial | Olga Zabelinskaya · Uzbekistan | Eri Yonamine · Nhật Bản      | Rinata Sultanova · Kazakhstan     |

### Track
| Nội dung             | Vàng                                                                                          | Bạc                                                                   | Đồng                                                                                      |
| -------------------- | --------------------------------------------------------------------------------------------- | --------------------------------------------------------------------- | ----------------------------------------------------------------------------------------- |
| Men's sprint         | Kaiya Ota · Nhật Bản                                                                          | Zhou Yu · Trung Quốc                                                  | Muhammad Shah Firdaus Sahrom · Malaysia                                                   |
| Men's keirin         | Zhou Yu · Trung Quốc                                                                          | Kang Seo-jun · Hàn Quốc                                               | Muhammad Shah Firdaus Sahrom · Malaysia                                                   |
| Men's omnium         | Kazushige Kuboki · Nhật Bản                                                                   | Leung Ka Yu · Hồng Kông                                               | Ahmed Al-Mansoori · UAE                                                                   |
| Men's madison        | Nhật Bản · Naoki Kojima · Shunsuke Imamura                                                    | Hàn Quốc · Shin Dong-in · Kim Eu-ro                                   | Kazakhstan · Artyom Zakharov · Ramis Dinmukhametov                                        |
| Men's team sprint    | Nhật Bản · Yoshitaku Nagasako · Yuta Obara · Kaiya Ota · Shinji Nakano                        | Trung Quốc · Guo Shuai · Liu Qi · Zhou Yu · Xue Chenxi                | Malaysia · Umar Hasbullah · Fadhil Zonis · Muhammad Ridwan Sahrom                         |
| Men's team pursuit   | Nhật Bản · Eiya Hashimoto · Naoki Kojima · Kazushige Kuboki · Shoi Matsuda · Shunsuke Imamura | Trung Quốc · Sun Haijiao · Sun Wentao · Yang Yang · Zhang Haiao       | Hàn Quốc · Jang Hun · Kim Hyeon-seok · Min Kyeong-ho · Shin Dong-in                       |
| Women's sprint       | Mina Sato · Nhật Bản                                                                          | Yuan Liying · Trung Quốc                                              | Riyu Ohta · Nhật Bản                                                                      |
| Women's keirin       | Mina Sato · Nhật Bản                                                                          | Wang Lijuan · Trung Quốc                                              | Zhang Linyin · Trung Quốc                                                                 |
| Women's omnium       | Yumi Kajihara · Nhật Bản                                                                      | Lee Sze Wing · Hồng Kông                                              | Liu Jiali · Trung Quốc                                                                    |
| Women's madison      | Nhật Bản · Maho Kakita · Tsuyaka Uchino                                                       | Hồng Kông · Lee Sze Wing · Yang Qianyu                                | Hàn Quốc · Lee Ju-mi · Na Ah-reum                                                         |
| Women's team sprint  | Trung Quốc · Guo Yufang · Bao Shanju · Yuan Liying · Jiang Yulu                               | Hàn Quốc · Cho Sun-young · Hwang Hyeon-seo · Kim Hae-un · Lee Hye-jin | Malaysia · Nurul Aliana Syafika Azizan · Nurul Izzah Izzati Mohd Asri · Anis Amira Rosidi |
| Women's team pursuit | Nhật Bản · Mizuki Ikeda · Yumi Kajihara · Maho Kakita · Tsuyaka Uchino                        | Trung Quốc · Wang Susu · Wang Xiaoyue · Wei Suwan · Zhang Hongjie     | Hồng Kông · Lee Sze Wing · Leung Bo Yee · Leung Wing Yee · Yang Qianyu                    |

## Bảng tổng sắp huy chương
| Hạng                | Đoàn                | Vàng | Bạc | Đồng | Tổng số |
| ------------------- | ------------------- | ---- | --- | ---- | ------- |
| 1                   | Nhật Bản            | 11   | 1   | 2    | 14      |
| 2                   | Trung Quốc          | 4    | 10  | 2    | 16      |
| 3                   | Kazakhstan          | 2    | 1   | 2    | 5       |
| 4                   | Hồng Kông           | 1    | 3   | 2    | 6       |
| 5                   | Indonesia           | 1    | 0   | 1    | 2       |
| 6                   | Uzbekistan          | 1    | 0   | 0    | 1       |
| 7                   | Hàn Quốc            | 0    | 4   | 2    | 6       |
| 8                   | Thái Lan            | 0    | 2   | 1    | 3       |
| 9                   | Malaysia            | 0    | 0   | 4    | 4       |
| 10                  | Philippines         | 0    | 0   | 1    | 1       |
| 10                  | Mông Cổ             | 0    | 0   | 1    | 1       |
| 10                  | Iran                | 0    | 0   | 1    | 1       |
| 10                  | UAE                 | 0    | 0   | 1    | 1       |
| Tổng số (13 đơn vị) | Tổng số (13 đơn vị) | 20   | 21  | 20   | 61      |

## Quốc gia tham dự
Tổng số vận động viên của các quốc gia tranh tài ở bộ môn đua xe đạp tại Đại hội Thể thao châu Á 2022: